# Brandt Jobe
Brandt William Jobe (* 1. August 1965 in Oklahoma City) ist ein US-amerikanischer Profigolfer der PGA Tour.
Er besuchte die UCLA und war 1988 Mitglied in deren siegreicher Mannschaft bei den NCAA Division I Men's Golf Championships.
Im selben Jahr wurde Jobe Berufsgolfer und versuchte sich zunächst auf der Canadian Tour, wo er 1990 die Rangliste gewinnen konnte. Über die Q-School qualifizierte er sich für die Saison 1991 auf der PGA Tour, konnte sich aber dort nicht halten. Nach einigen durchwachsenen Spielzeiten mit einem Sieg bei den Thailand Open 1994 als einzigem Höhepunkt wandte sich Jobe der Japan Golf Tour zu. Dort verzeichnete er zwischen 1995 und 1999 sechs Turniersiege und kehrte im September 1999, mit einer provisorischen Spielberechtigung versehen, zur PGA Tour zurück. Jobe spielte danach beständig auf der großen Tour, trotz Problemen mit dem Handgelenk und zwischenzeitlicher Operation (2003). Obwohl er bis dato noch keinen Turniererfolg verzeichnen konnte, wurde er dreimal Zweiter und konnte sich vorübergehend in die Nähe der Top 50 der Golfweltrangliste vorarbeiten.

## Turniersiege
- 1990 British Columbia Open (Kanada)
- 1991 Payless Classic (Kanada)
- 1992 Colorado Open
- 1994 Thailand Open
- 1995 Mitsubishi Galant Tournament (Japan Golf Tour)
- 1997 Tokai Classic, Golf Digest Tournament (beide Japan Golf Tour)
- 1998 Japan PGA Championship, UBE Kosan Open, Mizuno Open (alle Japan Golf Tour)

## Resultate bei Major Championships
| Tournament        | 1990 | 1991 | 1992 | 1993 | 1994 | 1995 | 1996 | 1997 | 1998 | 1999 |
| ----------------- | ---- | ---- | ---- | ---- | ---- | ---- | ---- | ---- | ---- | ---- |
| Masters           | DNP  | DNP  | DNP  | DNP  | DNP  | DNP  | DNP  | DNP  | DNP  | T14  |
| US Open           | CUT  | DNP  | CUT  | DNP  | T39  | T62  | CUT  | DNP  | DNP  | DNP  |
| Open Championship | DNP  | DNP  | DNP  | DNP  | DNP  | CUT  | DNP  | DNP  | T52  | CUT  |
| PGA Championship  | DNP  | DNP  | DNP  | DNP  | DNP  | DNP  | DNP  | DNP  | CUT  | T16  |

| Tournament        | 2000 | 2001 | 2002 | 2003 | 2004 | 2005 | 2006 | 2007 | 2008 | 2009 |
| ----------------- | ---- | ---- | ---- | ---- | ---- | ---- | ---- | ---- | ---- | ---- |
| Masters           | 48   | DNP  | DNP  | DNP  | DNP  | DNP  | T32  | DNP  | DNP  | DNP  |
| US Open           | CUT  | T52  | DNP  | T35  | DNP  | T33  | CUT  | DNP  | T18  | DNP  |
| Open Championship | DNP  | DNP  | DNP  | DNP  | DNP  | DNP  | T41  | DNP  | DNP  | DNP  |
| PGA Championship  | DNP  | DNP  | DNP  | DNP  | DNP  | DNP  | CUT  | DNP  | DNP  | DNP  |

| Tournament        | 2010 | 2011 | 2012 | 2013 |
| ----------------- | ---- | ---- | ---- | ---- |
| Masters           | DNP  | DNP  | DNP  | DNP  |
| US Open           | DNP  | T23  | DNP  | CUT  |
| Open Championship | DNP  | DNP  | DNP  | DNP  |
| PGA Championship  | DNP  | T45  | DNP  | DNP  |

DNP = nicht teilgenommen

CUT = Cut nicht geschafft

„T“ geteilte Platzierung

Grüner Hintergrund für Siege

Gelber Hintergrund für Top 10